# 朴基瑞
朴 基瑞（パク・キソ、朝鮮語: 박기서、1929年 - 2010年1月5日）は、朝鮮民主主義人民共和国の軍人、政治家。朝鮮労働党中央委員会委員、朝鮮労働党中央軍事委員会委員、平壌防御司令官などの要職を歴任した。朝鮮人民軍における軍事称号（階級）は次帥。北朝鮮の初代最高指導者・金日成のいとこ。

## 経歴
1929年生まれ。出生地は不明。後に初代最高指導者となる金日成はいとこ。1970年11月に朝鮮労働党中央委員会委員候補に選出され、1982年2月に最高人民会議第7期代議員に選出された。1986年に党中央委員会委員候補に補選され、人民武力部第820戦車軍団長に就任した。1992年4月25日に開催される朝鮮人民軍創建60周年軍事パレードで、親ソ派将校・金日勲が指揮する平壌防御司令部戦車師団を参加させ、閲兵している金日成主席・金正日国防委員長に向かって砲弾を打ち込むクーデターを計画していたが、朴基瑞が人民武力部所属の第820戦車軍団が参加するべきと主張したため、未遂に終わった。1992年に大将に昇進し、1995年3月に朝鮮労働党中央軍事委員会委員に選出された。1996年10月に平壌防御司令官に就任し、1997年4月に次帥に昇進した。2003年8月3日に実施された最高人民会議第11期代議員選挙で立候補しなかった。2005年に平壌防御司令官を解任された。
2010年1月5日に死去。金正日総書記から花輪が贈られた。